# Олаф Поллак
Олаф Поллак (нім. Olaf Pollack, 20 вересня 1973) — німецький велогонщик.
Олімпійський чемпіон 2000 року в командній гонці переслідування на 4000 м, учасник 2008 року.
Срібний призер Чемпіонату світу з трекових велоперегонів 2008 року в медісоні, бронзовий призер 1999 року в медісоні.